# US Poker Open 2023

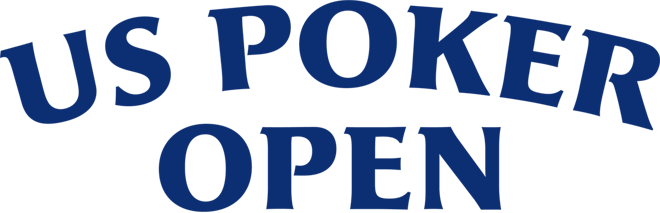
Logo der US Poker Open

Die US Poker Open 2023 waren die fünfte Austragung dieser Pokerturnierserie und wurden von Poker Central veranstaltet. Die zehn High-Roller-Turniere mit Buy-ins von mindestens 10.000 US-Dollar wurden vom 23. März bis 4. April 2023 im PokerGO Studio im Aria Resort & Casino in Paradise am Las Vegas Strip ausgespielt.

## Struktur

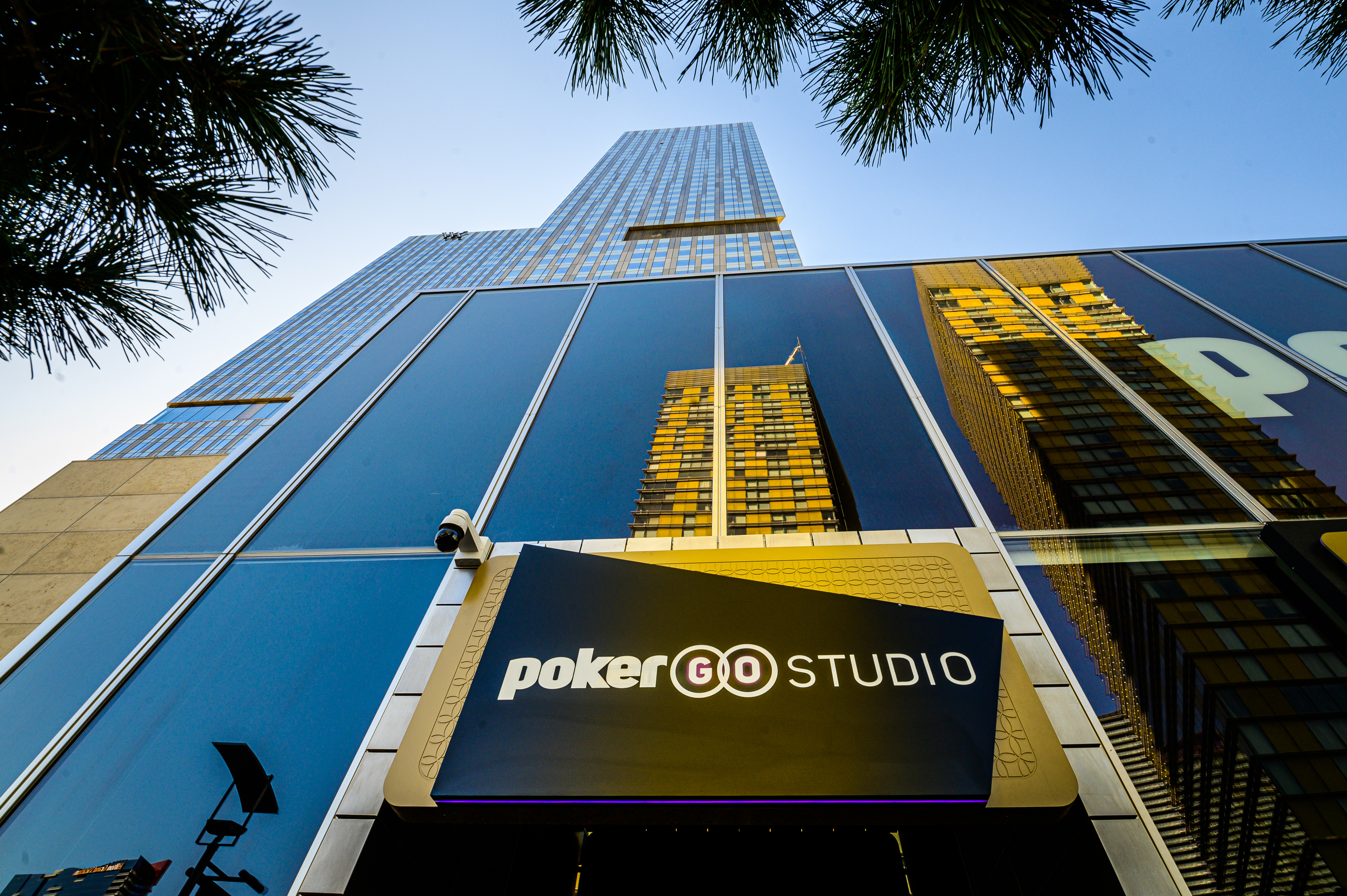
Das PokerGO Studio im Aria Resort & Casino (2019)

Acht der zehn Turniere wurden in der Variante No Limit Hold’em ausgetragen. Zwei Events wurden in Pot Limit Omaha gespielt. Die Turniere waren jeweils auf zwei Tage ausgelegt, wobei an Tag eins jeweils bis zum Erreichen des offiziellen Finaltischs gespielt wurde und sonntags spielfrei war. Aufgrund des hohen Buy-ins waren bei den Turnieren lediglich die weltbesten Pokerspieler sowie reiche Geschäftsmänner anzutreffen. Martin Zamani wurde als erfolgreichste Spieler mit der „Golden Eagle Trophy“ sowie einer Prämie von 50.000 US-Dollar ausgezeichnet. Die Turnierserie war Teil der PokerGO Tour, die über das Kalenderjahr 2023 läuft. Die meisten Finaltische dieser Tour, u. a. alle der US Poker Open, werden auf der Streaming-Plattform PokerGO gezeigt, auf der ein kostenpflichtiges Abonnement nötig ist. Darüber hinaus wurden auch alle Finaltische live und kostenlos auf dem YouTube-Kanal von PokerGO übertragen.

## Turniere

### Übersicht
| #  | Turnierbeginn | Buy-in (in $) | Variante         | Teilnehmer | Sieger        | Herkunft           | Preisgeld (in $) |
| -- | ------------- | ------------- | ---------------- | ---------- | ------------- | ------------------ | ---------------- |
| 1  | 23. März 2023 | 10.000        | No Limit Hold’em | 105        | Joey Weissman | Vereinigte Staaten | 231.000          |
| 2  | 24. März 2023 | 10.000        | No Limit Hold’em | 105        | Ren Lin       | Vereinigte Staaten | 231.000          |
| 3  | 25. März 2023 | 10.000        | No Limit Hold’em | 093        | Sam Soverel   | Vereinigte Staaten | 213.900          |
| 4  | 27. März 2023 | 10.000        | Pot Limit Omaha  | 077        | Allan Le      | Vereinigte Staaten | 200.200          |
| 5  | 28. März 2023 | 10.000        | No Limit Hold’em | 088        | Phil Hellmuth | Vereinigte Staaten | 211.200          |
| 6  | 29. März 2023 | 15.000        | Pot Limit Omaha  | 062        | Isaac Kempton | Vereinigte Staaten | 279.000          |
| 7  | 30. März 2023 | 15.000        | No Limit Hold’em | 087        | Darren Elias  | Vereinigte Staaten | 313.200          |
| 8  | 31. März 2023 | 25.000        | No Limit Hold’em | 054        | Isaac Haxton  | Vereinigte Staaten | 432.000          |
| 9  | 1. Apr. 2023  | 25.000        | No Limit Hold’em | 047        | Dan Smith     | Vereinigte Staaten | 399.500          |
| 10 | 3. Apr. 2023  | 50.000        | No Limit Hold’em | 037        | Martin Zamani | Vereinigte Staaten | 666.000          |

### #1 – No Limit Hold’em
Das erste Event wurde am 23. und 24. März 2023 in No Limit Hold’em gespielt. 105 Teilnehmer zahlten den Buy-in von 10.000 US-Dollar.
| Platz | Herkunft           | Spieler         | Preisgeld (in $) | Punkte |
| ----- | ------------------ | --------------- | ---------------- | ------ |
| 1     | Vereinigte Staaten | Joey Weissman   | 231.000          | 231    |
| 2     | Vereinigte Staaten | Justin Young    | 168.000          | 168    |
| 3     | Vereinigte Staaten | Andrew Moreno   | 126.000          | 126    |
| 4     | Vereinigte Staaten | Matthew McEwan  | 099.750          | 100    |
| 5     | Argentinien        | Nacho Barbero   | 078.750          | 079    |
| 6     | Vereinigte Staaten | Jonathan Little | 063.000          | 063    |
| 7     | Vereinigte Staaten | Ren Lin         | 052.500          | 053    |
| 8     | Brasilien          | João Simão      | 042.000          | 042    |
| 9     | Vereinigte Staaten | Darren Elias    | 042.000          | 042    |
| 10    | Vereinigte Staaten | Alex Foxen      | 031.500          | 032    |
| 11    | Vereinigte Staaten | Robert Mariano  | 031.500          | 032    |
| 12    | Vereinigte Staaten | Aram Zobian     | 021.000          | 021    |
| 13    | Vereinigte Staaten | Eric Baldwin    | 021.000          | 021    |
| 14    | Vereinigte Staaten | Martin Zamani   | 021.000          | 021    |
| 15    | Kanada             | Daniel Negreanu | 021.000          | 021    |

### #2 – No Limit Hold’em
Das zweite Event wurde am 24. und 25. März 2023 in No Limit Hold’em gespielt. 105 Teilnehmer zahlten den Buy-in von 10.000 US-Dollar.
| Platz | Herkunft           | Spieler          | Preisgeld (in $) | Punkte |
| ----- | ------------------ | ---------------- | ---------------- | ------ |
| 1     | Vereinigte Staaten | Ren Lin          | 231.000          | 231    |
| 2     | Argentinien        | Nacho Barbero    | 168.000          | 168    |
| 3     | Vereinigte Staaten | Robert Chorlian  | 126.000          | 126    |
| 4     | Vereinigte Staaten | Nate Silver      | 099.750          | 100    |
| 5     | Vereinigte Staaten | Aram Zobian      | 078.750          | 079    |
| 6     | Vereinigte Staaten | Erik Seidel      | 063.000          | 063    |
| 7     | Vereinigte Staaten | Steven Veneziano | 052.500          | 053    |
| 8     | Vereinigte Staaten | Brock Wilson     | 042.000          | 042    |
| 9     | Vereinigte Staaten | Sean Winter      | 042.000          | 042    |
| 10    | Brasilien          | João Simão       | 031.500          | 032    |
| 11    | Vereinigte Staaten | Adam Hendrix     | 031.500          | 032    |
| 12    | Vereinigte Staaten | Daniel Colpoys   | 021.000          | 021    |
| 13    | Vereinigte Staaten | Matthew McEwan   | 021.000          | 021    |
| 14    | Vereinigte Staaten | Justin Zaki      | 021.000          | 021    |
| 15    | Vereinigte Staaten | Sam Soverel      | 021.000          | 021    |

### #3 – No Limit Hold’em

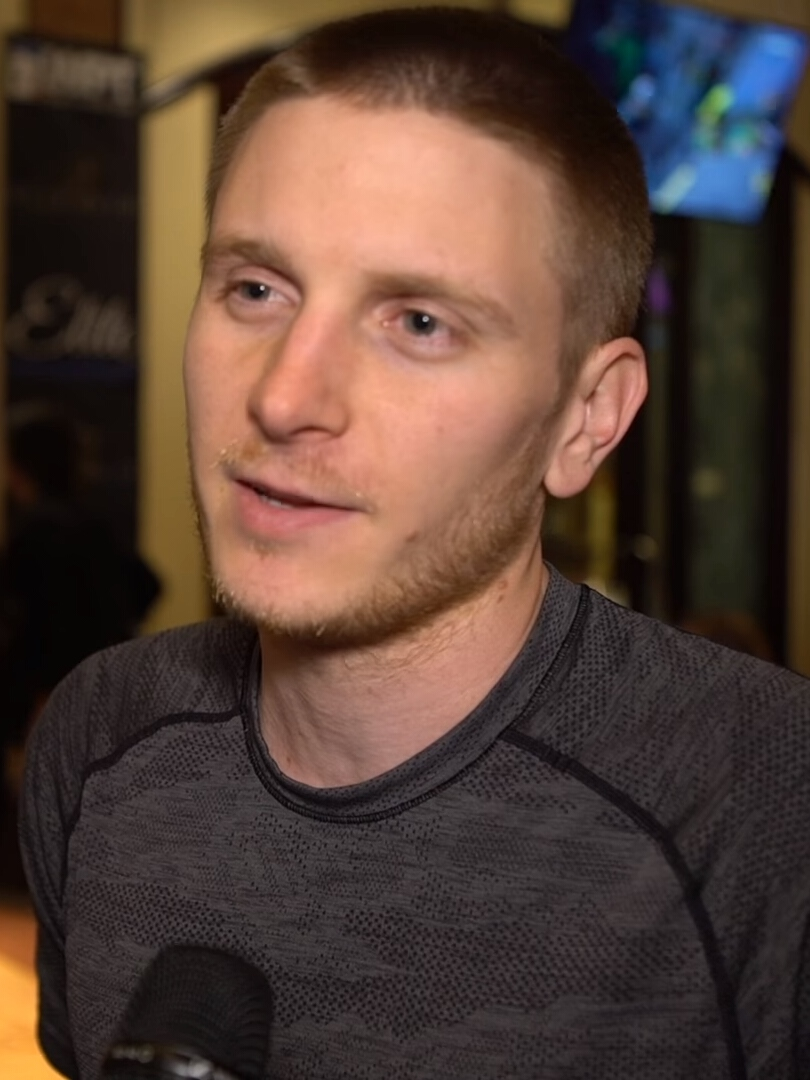
Sam Soverel (2018)

Das dritte Event wurde am 25. und 27. März 2023 in No Limit Hold’em gespielt. 93 Teilnehmer zahlten den Buy-in von 10.000 US-Dollar.
| Platz | Herkunft           | Spieler        | Preisgeld (in $) | Punkte |
| ----- | ------------------ | -------------- | ---------------- | ------ |
| 1     | Vereinigte Staaten | Sam Soverel    | 213.900          | 214    |
| 2     | Vereinigte Staaten | Chris Brewer   | 148.800          | 149    |
| 3     | Vereinigte Staaten | Brandon Wilson | 111.600          | 112    |
| 4     | Kanada             | Kristen Foxen  | 093.000          | 093    |
| 5     | Vereinigte Staaten | Daniel Colpoys | 074.400          | 074    |
| 6     | Argentinien        | Nacho Barbero  | 055.800          | 056    |
| 7     | Vereinigte Staaten | Aram Oganyan   | 046.500          | 047    |
| 8     | Vereinigte Staaten | Calvin Lee     | 037.200          | 037    |
| 9     | Vereinigte Staaten | Erik Seidel    | 037.200          | 037    |
| 10    | Vereinigte Staaten | Joey Weissman  | 027.900          | 028    |
| 11    | Vereinigte Staaten | Steve Zolotow  | 027.900          | 028    |
| 12    | Vereinigte Staaten | Phil Hellmuth  | 018.600          | 019    |
| 13    | Vereinigte Staaten | Alex Foxen     | 018.600          | 019    |
| 14    | Vereinigte Staaten | Martin Zamani  | 018.600          | 019    |

### #4 – Pot Limit Omaha
Das vierte Event wurde am 27. und 28. März 2023 in Pot Limit Omaha gespielt. 77 Teilnehmer zahlten den Buy-in von 10.000 US-Dollar.
| Platz | Herkunft           | Spieler          | Preisgeld (in $) | Punkte |
| ----- | ------------------ | ---------------- | ---------------- | ------ |
| 1     | Vereinigte Staaten | Allan Le         | 200.200          | 200    |
| 2     | Niederlande        | Ronald Keijzer   | 146.300          | 146    |
| 3     | Vereinigte Staaten | Dylan Weisman    | 100.100          | 100    |
| 4     | Kanada             | Daniel Negreanu  | 077.000          | 077    |
| 5     | Serbien            | Damjan Radanov   | 061.600          | 062    |
| 6     | Japan              | Masashi Oya      | 046.200          | 046    |
| 7     | Vereinigte Staaten | Edgardo Figueroa | 038.500          | 039    |
| 8     | Vereinigte Staaten | Ben Lamb         | 030.800          | 031    |
| 9     | Vereinigte Staaten | Sean Winter      | 023.100          | 023    |
| 10    | Vereinigte Staaten | Peng Shan        | 023.100          | 023    |
| 11    | Vereinigte Staaten | Steve Zolotow    | 023.100          | 023    |

### #5 – No Limit Hold’em

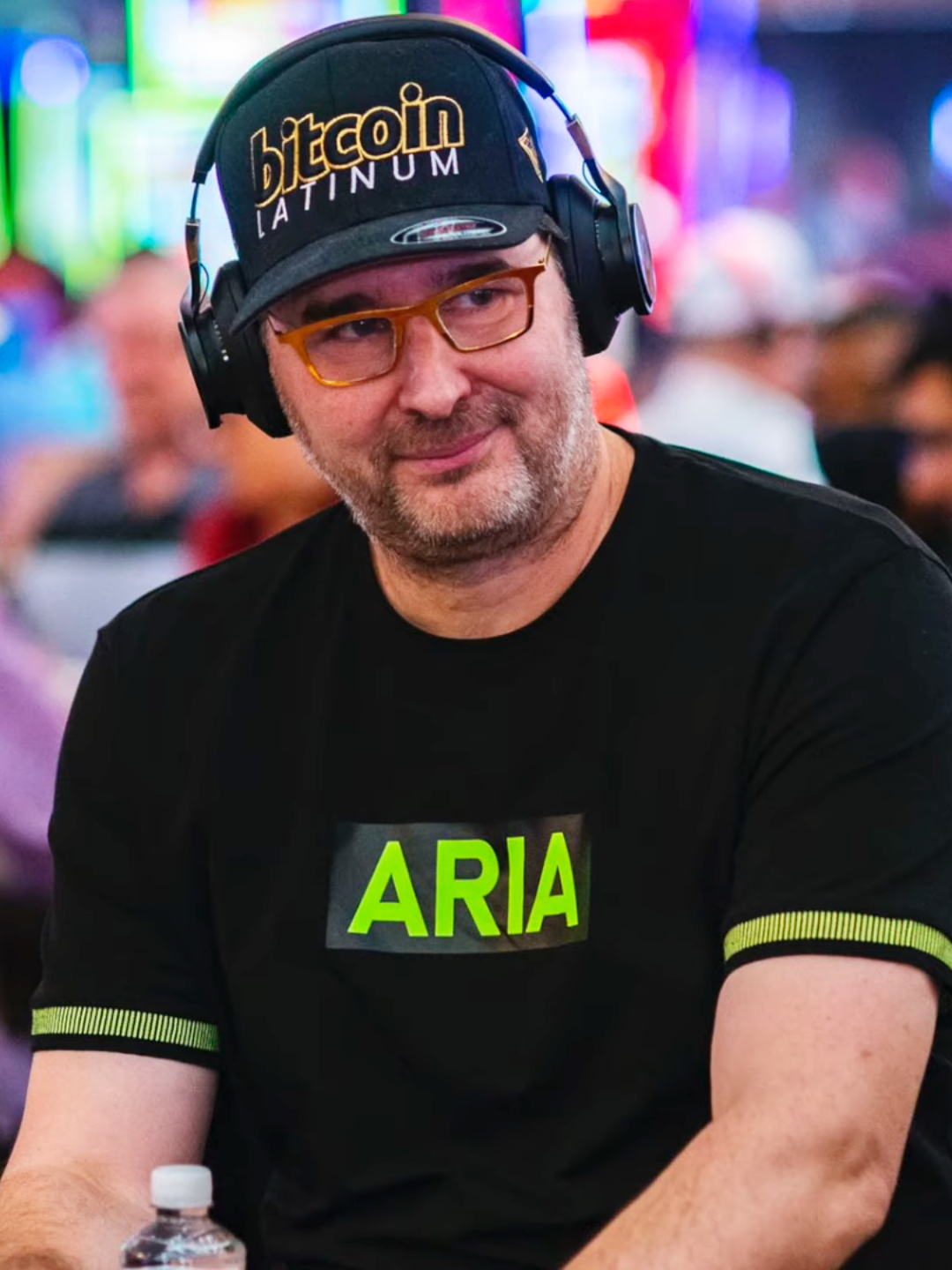
Phil Hellmuth (2021)

Das fünfte Event wurde am 28. und 29. März 2023 in No Limit Hold’em gespielt. 88 Teilnehmer zahlten den Buy-in von 10.000 US-Dollar.
| Platz | Herkunft           | Spieler         | Preisgeld (in $) | Punkte |
| ----- | ------------------ | --------------- | ---------------- | ------ |
| 1     | Vereinigte Staaten | Phil Hellmuth   | 211.200          | 211    |
| 2     | Vereinigte Staaten | Jeremy Ausmus   | 149.600          | 150    |
| 3     | Vereinigte Staaten | Jesse Lonis     | 105.600          | 106    |
| 4     | Vereinigte Staaten | George Wolff    | 088.000          | 088    |
| 5     | Vereinigte Staaten | Aram Oganyan    | 070.400          | 070    |
| 6     | Vereinigte Staaten | Allan Le        | 052.800          | 053    |
| 7     | Vereinigte Staaten | Darren Elias    | 044.000          | 044    |
| 8     | Vereinigte Staaten | David Stamm     | 035.200          | 035    |
| 9     | Vereinigte Staaten | Cherish Andrews | 035.200          | 035    |
| 10    | Vereinigte Staaten | John Riordan    | 026.400          | 026    |
| 11    | Vereinigte Staaten | Ren Lin         | 026.400          | 026    |
| 12    | Vereinigte Staaten | Cary Katz       | 017.600          | 018    |
| 13    | Vereinigte Staaten | James Collopy   | 017.600          | 018    |

### #6 – Pot Limit Omaha
Das sechste Event wurde am 29. und 30. März 2023 in Pot Limit Omaha gespielt. 62 Teilnehmer zahlten den Buy-in von 15.000 US-Dollar.
| Platz | Herkunft           | Spieler               | Preisgeld (in $) | Punkte |
| ----- | ------------------ | --------------------- | ---------------- | ------ |
| 1     | Vereinigte Staaten | Isaac Kempton         | 279.000          | 279    |
| 2     | Vereinigte Staaten | Gregory Shuda         | 186.000          | 186    |
| 3     | Vereinigte Staaten | Martin Zamani         | 130.200          | 130    |
| 4     | Vereinigte Staaten | Ben Lamb              | 093.000          | 093    |
| 5     | Griechenland       | Roussos Koliakoudakis | 074.400          | 074    |
| 6     | Vereinigte Staaten | Erik Seidel           | 055.800          | 056    |
| 7     | Vereinigte Staaten | James Collopy         | 046.500          | 047    |
| 8     | Vereinigte Staaten | Chris Brewer          | 037.200          | 037    |
| 9     | Vereinigte Staaten | Michael Wang          | 027.900          | 028    |

### #7 – No Limit Hold’em

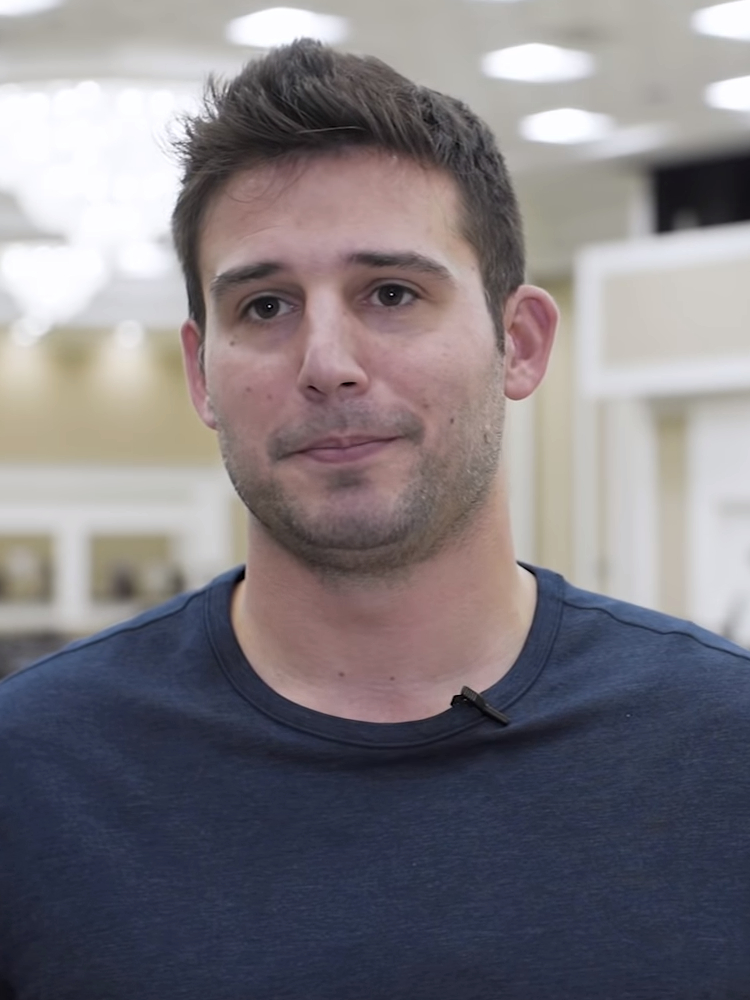
Darren Elias (2019)

Das siebte Event wurde am 30. und 31. März 2023 in No Limit Hold’em gespielt. 87 Teilnehmer zahlten den Buy-in von 15.000 US-Dollar.
| Platz | Herkunft           | Spieler        | Preisgeld (in $) | Punkte |
| ----- | ------------------ | -------------- | ---------------- | ------ |
| 1     | Vereinigte Staaten | Darren Elias   | 313.200          | 313    |
| 2     | Vereinigte Staaten | Sam Soverel    | 221.850          | 222    |
| 3     | Vereinigte Staaten | Brandon Wilson | 156.600          | 157    |
| 4     | Japan              | Masashi Oya    | 130.500          | 131    |
| 5     | Vereinigte Staaten | Sean Winter    | 104.400          | 104    |
| 6     | Vereinigte Staaten | Chris Brewer   | 078.300          | 078    |
| 7     | Vereinigte Staaten | Isaac Kempton  | 065.250          | 065    |
| 8     | Vereinigte Staaten | Mike Lang      | 052.200          | 052    |
| 9     | Vereinigte Staaten | Justin Saliba  | 052.200          | 052    |
| 10    | Vereinigte Staaten | Benjamin Miner | 039.150          | 039    |
| 11    | Vereinigte Staaten | Alex Foxen     | 039.150          | 039    |
| 12    | Vereinigte Staaten | Carlos Chadha  | 026.100          | 026    |
| 13    | Vereinigte Staaten | David Peters   | 026.100          | 026    |

### #8 – No Limit Hold’em

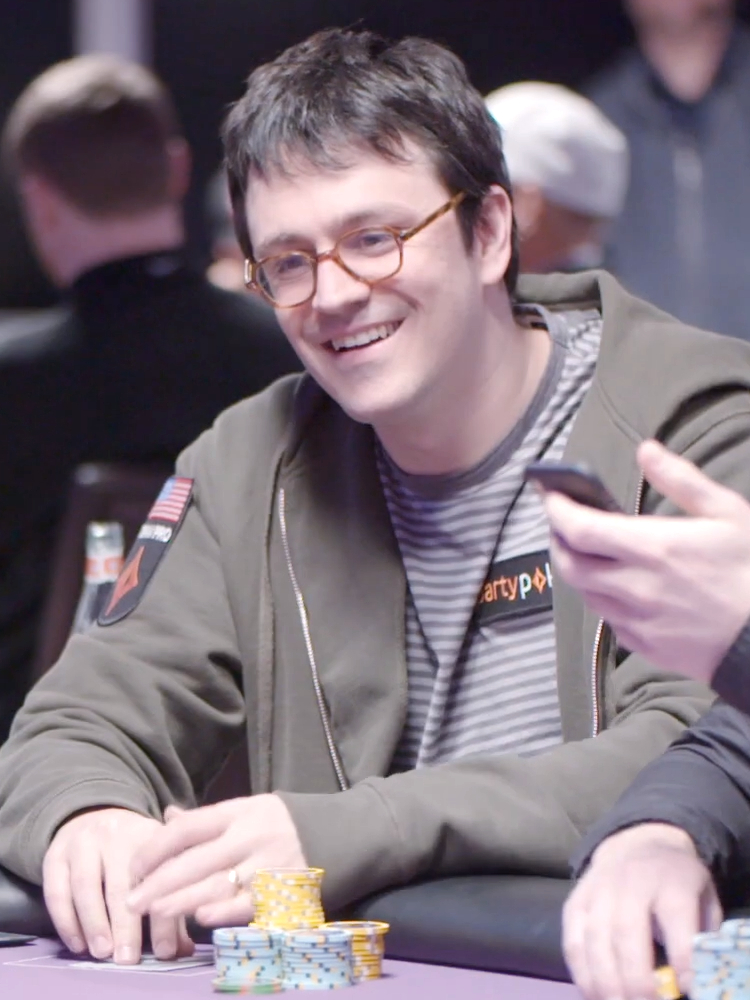
Isaac Haxton (2018)

Das achte Event wurde am 31. März und 1. April 2023 in No Limit Hold’em gespielt. 54 Teilnehmer zahlten den Buy-in von 25.000 US-Dollar.
| Platz | Herkunft           | Spieler       | Preisgeld (in $) | Punkte |
| ----- | ------------------ | ------------- | ---------------- | ------ |
| 1     | Vereinigte Staaten | Isaac Haxton  | 432.000          | 259    |
| 2     | Vereinigte Staaten | Joey Weissman | 283.500          | 170    |
| 3     | Vereinigte Staaten | Dan Smith     | 189.000          | 113    |
| 4     | Vereinigte Staaten | Bill Klein    | 135.000          | 081    |
| 5     | Vereinigte Staaten | Phil Hellmuth | 108.000          | 065    |
| 6     | Vereinigte Staaten | Alex Foxen    | 081.000          | 049    |
| 7     | Vereinigte Staaten | Chris Brewer  | 067.500          | 041    |
| 8     | Japan              | Masashi Oya   | 054.000          | 032    |

### #9 – No Limit Hold’em

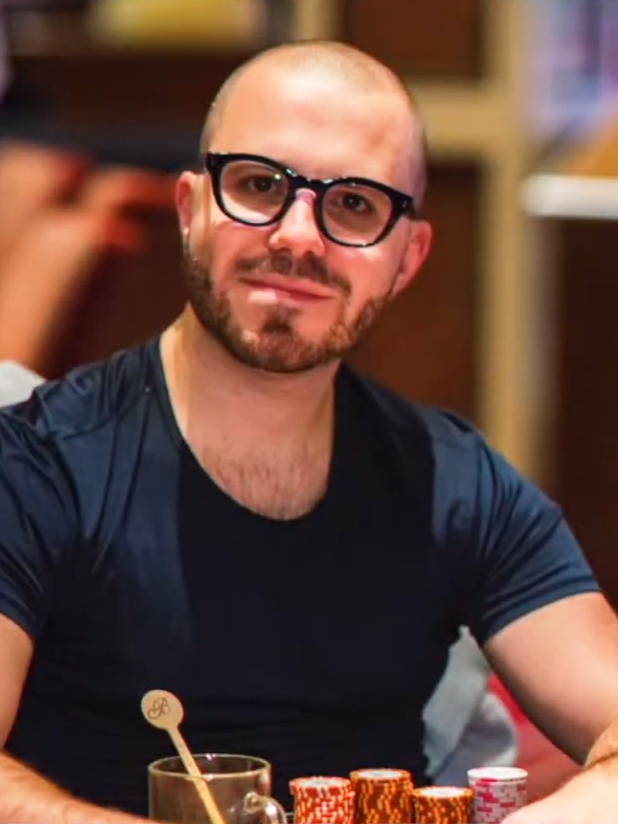
Dan Smith (2019)

Das neunte Event wurde am 1. und 3. April 2023 in No Limit Hold’em gespielt. 47 Teilnehmer zahlten den Buy-in von 25.000 US-Dollar.
| Platz | Herkunft           | Spieler         | Preisgeld (in $) | Punkte |
| ----- | ------------------ | --------------- | ---------------- | ------ |
| 1     | Vereinigte Staaten | Dan Smith       | 399.500          | 240    |
| 2     | Vereinigte Staaten | Ren Lin         | 258.500          | 155    |
| 3     | Vereinigte Staaten | Brian Kim       | 176.250          | 106    |
| 4     | Vereinigte Staaten | Cary Katz       | 129.250          | 078    |
| 5     | Thailand           | Punnat Punsri   | 094.000          | 056    |
| 6     | Vereinigte Staaten | Nick Schulman   | 070.500          | 042    |
| 7     | Kanada             | Daniel Negreanu | 047.000          | 028    |

### #10 – No Limit Hold’em
Das Main Event wurde am 3. und 4. April 2023 in No Limit Hold’em gespielt. 37 Teilnehmer zahlten den Buy-in von 50.000 US-Dollar.
| Platz | Herkunft           | Spieler         | Preisgeld (in $) | Punkte |
| ----- | ------------------ | --------------- | ---------------- | ------ |
| 1     | Vereinigte Staaten | Martin Zamani   | 666.000          | 400    |
| 2     | Vereinigte Staaten | Nick Petrangelo | 444.000          | 266    |
| 3     | Vereinigte Staaten | Jeremy Ausmus   | 296.000          | 178    |
| 4     | Vereinigte Staaten | Justin Bonomo   | 203.500          | 122    |
| 5     | Vereinigte Staaten | Dan Smith       | 148.000          | 089    |
| 6     | Vereinigte Staaten | Chris Brewer    | 092.500          | 056    |

## Trophäe

### Punktesystem
Jeder Spieler, der bei einem der zehn Turniere in den Preisrängen landete, sammelte zusätzlich zum Preisgeld Punkte. Das Punktesystem orientiert sich während der gesamten PokerGO Tour am Buy-in und dem gewonnenen Preisgeld. Es wird zu ganzen Punkten gerundet.

### Endstand
Spieler mussten bei mindestens zwei Turnieren die bezahlten Plätze erreichen, um einen Anspruch auf die Auszeichnung als erfolgreichster Spieler zu haben.
| Platz | Herkunft           | Spieler       | Punkte | Preisgeld (in $) | Cashes | Siege |
| ----- | ------------------ | ------------- | ------ | ---------------- | ------ | ----- |
| 1     | Vereinigte Staaten | Martin Zamani | 570    | 835.800          | 4      | 1     |
| 2     | Vereinigte Staaten | Ren Lin       | 465    | 568.400          | 4      | 1     |
| 3     | Vereinigte Staaten | Sam Soverel   | 457    | 456.750          | 3      | 1     |
| 4     | Vereinigte Staaten | Dan Smith     | 442    | 736.500          | 3      | 1     |
| 5     | Vereinigte Staaten | Joey Weissman | 429    | 542.400          | 3      | 1     |
| 6     | Vereinigte Staaten | Darren Elias  | 399    | 399.200          | 3      | 1     |
| 7     | Vereinigte Staaten | Chris Brewer  | 361    | 424.300          | 5      | 0     |
| 8     | Vereinigte Staaten | Isaac Kempton | 344    | 344.250          | 2      | 1     |
| 9     | Vereinigte Staaten | Jeremy Ausmus | 328    | 445.600          | 2      | 0     |
| 10    | Argentinien        | Nacho Barbero | 303    | 302.550          | 3      | 0     |